# Lauana
Lauana ist ein osttimoresischer Suco im Verwaltungsamt Letefoho (Gemeinde Ermera).

## Geographie

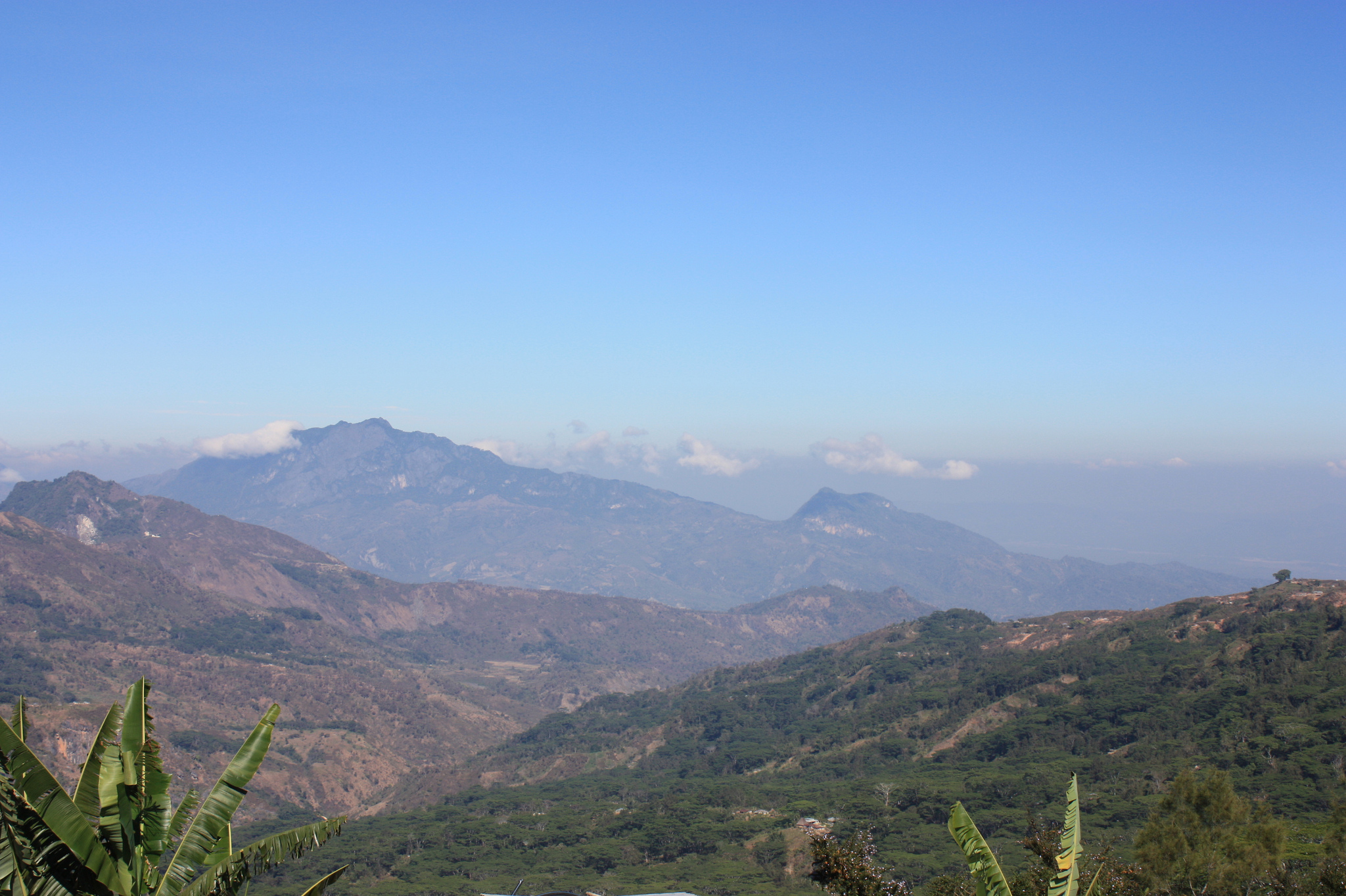
Das Tal von Lauana

Vor der Gebietsreform 2015 hatte Lauana eine Fläche von 5,18 km². Nun sind es 6,20 km². Der Suco liegt im Südwesten des Verwaltungsamts Letefoho. Nördlich liegt der Suco Catraileten und östlich der Suco Catrai Caraic. Im Süden grenzt Lauana an das Verwaltungsamt Atsabe mit seinen Sucos Leimea Leten und Baboi Leten.

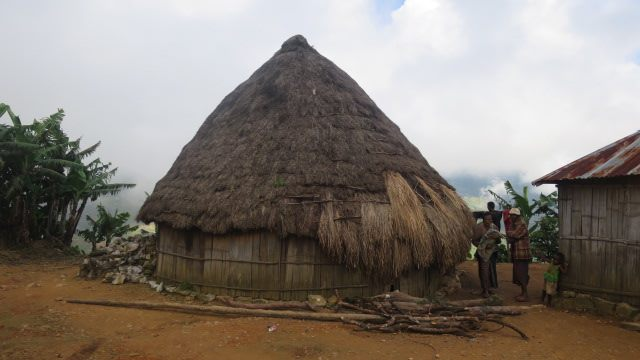
Hütte in Lauana

Der Ort Lauana liegt im Nordosten des Sucos, auf einer Meereshöhe von 1756 m. Hier befindet sich die Grundschule des Sucos, die Escola Primaria No. 234 Lauana.
Durch den Suco führt die Überlandstraße, die die Orte Letefoho im Norden mit Atsabe im Süden verbindet. An ihr liegen die Orte Lauana, Quiri Lelo (Kirilelo) und Roulo (Roulu). Westlich befinden sich die Dörfer Raebou, Luhanaro, Lemiluhi (Limiluhi) und Rigoa, östlich die Ortschaften Hatugeo (Hatugueo), Alosai (Alosain) und Leubasa. Im Suco befinden sich zwei Grundschulen und eine medizinische Station.
Im Suco befinden sich die zehn Aldeias Alosai, Grotu, Hatugeo, Lemiluhi, Leubasa, Liabe, Quiri Lelo, Raebou/Ainapa, Raebou/Sloi und Roulo.

## Einwohner

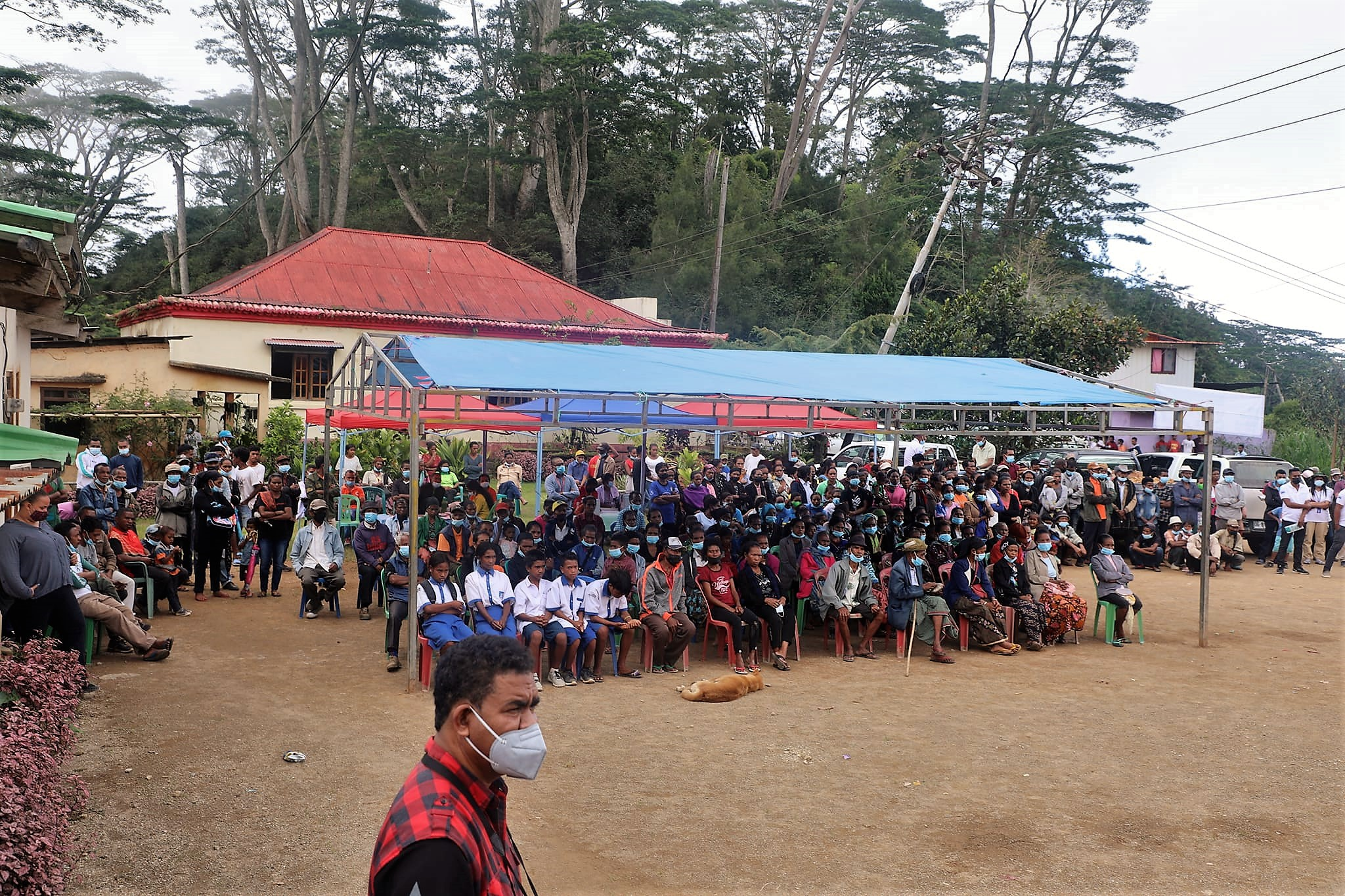
Bürgerversammlung in Lauana

In Lauana leben 2.535 Einwohner (2022), davon sind 1.264 Männer und 1.181 Frauen. Im Suco gibt es 530 Haushalte. Fast 77 % der Einwohner geben Mambai als ihre Muttersprache an. Fast 22 % sprechen Tetum Prasa, eine Minderheit Kemak.

## Politik
Bei den Wahlen von 2004/2005 wurde Saturnino D.D. Soares zum Chefe de Suco gewählt. Bei den Wahlen 2009 gewann Carolino Madeira und 2016 Miguel Gomes Maia.